# Coronel Arnold
Coronel Arnold, o conocida simplemente como Arnold, es una localidad del Departamento San Lorenzo, provincia de Santa Fe, Argentina,  que se encuentra a unos 40 km de la ciudad de Rosario. Su ejido comunal se extiende también por el departamento Rosario.
El pueblo cuenta con una superficie de 3 manzanas por 10. Está entre las localidades de Zavalla y de Fuentes.
Es destacada su buena tierra para los cultivos y tiene muchas estancias.

## Historia
La localidad fue fundada por Manuel Brown Arnold, hijo de un militar, el Coronel Prudencio Brown Arnold, siendo este último sobrino del Almirante Guillermo Brown. Arnold llevó con gran experiencia la fundación de este próspero pueblo. Pujante y desarrollado vagamente luchó a principios del siglo XIX con gran ímpetu de sus habitantes, la mayoría inmigrantes italianos quienes abrazaron esas tierras como suyas.
Creación de la comuna
- 16 de diciembre de 1925

Coronel Arnold fue fundado el 10 de junio de 1914 por don Manuel Brown Arnold.
Presidente actual: Prof. José Horacio Córdoba Ríos.

## Población
Cuenta con una población de 935 habitantes

## Personalidades
- Enzo Bulleri, exfutbolista de Newell's Old Boys y River Plate.

```
tutu kiffel, actual futbolista de Arnold futbol club 
pedro Germondari, ex voleybolista de AFC
Tiago Ramirez, Ex voleybolista del AFC
Santiago Casadidio, jugador de voley en Union casildense
Nicolino Cappelletti, jugador de rugby en DUENDES
Valentino Senzacore, jugador de rally
Titi Copes, mecanico
```